# Хопкинс, Мэтью

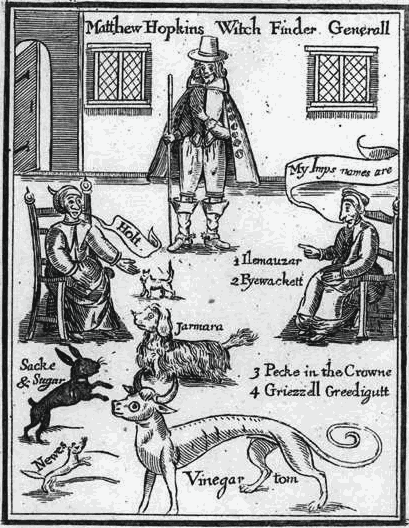
Фронтиспис из книги Мэтью Хопкинса The Discovery of Witches (1647), изображающий ведьм с их фамильярами

Мэтью Хопкинс (ок. 1620 — 12 августа 1647) — английский охотник на ведьм, действовавший во время Английской революции. Утверждал, что исполняет обязанности главного охотника на ведьм (англ. Witchfinder General), хотя такая должность никогда не учреждалась парламентом. Действовал преимущественно в восточных графствах: Саффолке, Эссексе, Норфолке, а также, менее активно, в Кембриджшире, Нортгемптоншире, Бедфордшире и Хантингдоншире.
Карьера Хопкинса в качестве охотника на ведьм началась в марте 1645 года и закончилась в 1647 году. В этот период Хопкинс и его помощники способствовали большему числу смертных казней по обвинению в колдовстве, чем за прошедшие до этого 100 лет, кроме того, на них лежит ответственность за общее увеличение числа таких обвинений. Подсчитано, что с XV по XVIII век в Англии по обвинению в колдовстве было казнено менее 500 человек. Следовательно, деятельность Хопкинса и его коллеги Джона Стерна составила (по минимальным оценкам) примерно 40 % этого числа. За 14 месяцев своей деятельности Хопкинс и Стерн отправили на смертную казнь больше людей, чем все остальные охотники на ведьм за 160 лет преследования колдовства в Англии.

## Ранние годы
О жизни Мэтью Хопкинса до 1644 года известно очень мало; до нашего времени не дошло документов, касающихся его в этот период или его семьи. Родился он в Грейт-Уэнхеме, графство Саффолк, и был четвёртым из шести детей Джеймса Хопкинса, пуританского священника, викария церкви Святого Джона в Грейт-Уэнхеме. В определённое время семья Хопкинсов владела «землями и постройками в Фрамлингхэме». Отец Мэтью пользовался определённой популярностью среди прихожан, и в 1619 году один из них пожертвовал деньги на приобретение Библий для трёх сыновей викария, Джеймса, Джона и Томаса. Таким образом, Мэтью Хопкинс не мог родиться раньше 1619 года, и умер он в возрасте не более 28 лет (а скорее, ему было около 25 лет). Хотя Джеймс Хопкинс умер в 1634, когда в 1645 году Уильям Даузинг, направленный в 1643 году парламентаристами из Манчестера «для уничтожения памятников идолопоклонства и суеверия» (то есть алтарей, крестов, распятий и прочих символов веры), посетил приход, он отметил, что «перемен не требовалось». Брат Мэтью Хопкинса Джон в 1645 году стал священником в Саут-Фэмбридже, но годом позже лишился должности за пренебрежение к своей работе.
В своей книге The Discovery of witches (с англ. — «Раскрытие ведьм») Хопкинс утверждает, что «никогда не пускался в дальние путешествия … для получения своего опыта».
В начале 1640-х Хопкинс переехал в Маннингтри, Эссекс — город примерно в 15 км от Грейт-Уэнхема, который река Стор отделяет от Колчестера. Недавно полученное наследство в сотню марок он использовал для приобретения постоялого двора «Thorn Inn» в Мисли. Опираясь на то, как Хопкинс представлял свои свидетельства в процессах о колдовстве, его иногда считают юристом по образованию, хотя сведений, которые могли бы это подтвердить, сохранилось мало.

## Охота на ведьм
После Ланкастерского суда над ведьмами, прошедшего в 1634, Уильяму Гарвею, врачу английского короля Карла I, было поручено обследовать четырёх обвинявшихся в колдовстве женщин, и после этого появилось требование приводить материальное подтверждение подобных обвинений. Работа Хопкинса и Стерна состояла не обязательно в том, чтобы найти доказательства совершённых обвиняемым злодеяний, а в том, чтобы доказать факт его сделки с дьяволом. До этого момента преступления обвиняемого рассматривались наравне с аналогичными деяниями других преступников. Когда факт добровольной сделки с дьяволом считался доказанным, обвиняемый становился еретиком, что само по себе было величайшим преступлением. Как в континентальном, так и в римском праве колдовство считалось настолько тяжким преступлением, что на него не распространялись обычные юридические процедуры. Поскольку сам дьявол не мог «сознаться» в совершённом преступлении, считалось необходимым получить признание обвиняемого человека.
Стерн и Хопкинс действовали преимущественно на территории наибольшего пуританского и парламентаристского влияния. В основном это были области под контролем Восточной Ассоциации — мощной армии сторонников Парламента, с 1644 по 1647 базировавшейся в Эссексе. У Хопкинса и Стерна были при себе охранные письма для беспрепятственных путешествий по восточным графствам. Согласно книге Хопкинса The Discovery of Witches, он начал свою карьеру охотника на ведьм после того как в марте 1644 подслушал в Маннингтри разговор нескольких женщин, обсуждавших свои встречи с дьяволом. Фактически Джон Стерн первым выступил в качестве обвинителя по делу о колдовстве, а Хопкинс был его помощником. Процесс проходил в 1645 году в Челмсфорде. Из-за гражданской войны дело рассматривал не суд присяжных, а мировой суд под предводительством графа Уорика. Четверо из обвиняемых умерли в тюрьме (от пыток?), остальные 19 были осуждены и повешены. В то же время, согласно другим записям этого периода (кроме Мидлсекса и уставных городов), все приговоры по делам о колдовстве выносились судами присяжных. Хопкинс и Стерн в сопровождении женщин (для испытания уколами) вскоре уже путешествовали по всей восточной Англии, утверждая, что выполняют распоряжение Парламента. Их услуги хорошо оплачивались, и предполагается, что это и был мотив их деятельности. Хопкинс утверждает, что «оплата шла на обеспечение его компании вместе с тремя лошадьми», и что он брал «по двадцать шиллингов с города». Впрочем, согласно записям в Стоумаркете, Хопкинсу было выплачено 23 фунта стерлингов (~6700 фунтов на 2011 год; 1 фунт = 20 шиллингов), не считая дорожных расходов. Выплаты Хопкинсу и его компании были настолько велики, что в Ипсуиче в 1645 году пришлось ввести специальный налог. Парламенту было хорошо известно о деятельности Хопкинса, о чём свидетельствуют обеспокоенные отчёты о судах над ведьмами в городе Бери-Сент-Эдмундс. До начала процесса в Парламент был направлен отчёт о том, что «возможно, для получения признания использовались недозволенные средства» (англ. as if some busie men had made use of some ill Arts to extort such confession), и в Бери выслали специальную комиссию (англ. Commission of Oyer and Terminer) для проведения суда над ведьмами. После суда и казни парламентское издание «Moderate Intelligencer» (выпуск от 4-11 сентября 1645 года) выразило свою обеспокоенность делами в Бери.

### Методы расследования
Хотя пытки в это время уже были запрещены в Англии, Хопкинс нередко использовал различные методы устрашения (например, депривацию сна), чтобы добиться от своих жертв признательных показаний. Он мог надрезать руку обвиняемого тупым ножом — если не начиналось кровотечение, обвинение в колдовстве считалось доказанным. Ещё одно испытание состояло в том, что предполагаемую ведьму привязывали к стулу и бросали в воду. Если обвиняемой удавалось выплыть — её казнили как ведьму. «Теоретическое» обоснование этого способа было в том, что вода не примет ведьм и колдунов, отвергших таинство крещения. Хопкинс получал предупреждение о недопустимости использования этого испытания без согласия обвиняемого. Как следствие, к концу 1645 года испытание водой вышло из употребления.

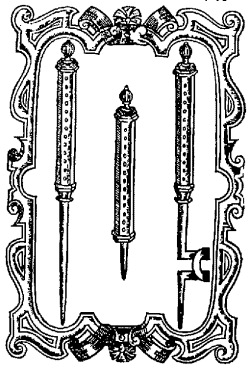
Иглы для поиска «метки дьявола»

Хопкинс и его помощники, кроме того, искали на теле обвиняемых «метку дьявола» — отметину, которую дьявол оставляет на теле всех заключивших с ним сделку: маленькое пятнышко, нечувствительное к боли и не исторгающее крови при уколах. На самом деле такой «меткой» чаще всего оказывалась родинка, родимое пятно или лишний сосок. Считалось, что из этой отметки фамильяр (чаще всего кошка или собака) будет пить кровь ведьмы, как младенец пьёт молоко матери из соска. Если на теле обвиняемого не было видимых отметин, искали невидимые — специально нанятые для этого женщины кололи жертву ножами и специальными иглами. Чаще всего перед этим с тела обвиняемого сбривали всю растительность.

### Противодействие
Хопкинс и его помощники столкнулись с сопротивлением почти сразу же после начала своей деятельности. Одним из наиболее активных его противников был преподобный Джон Голь, викарий Грейт-Стотона. Голь посетил в тюрьме женщину из Сент-Неота, дожидавшуюся прибытия Хопкинса в связи с обвинением её в колдовстве. Хопкинс, узнав об этом, прислал в Сент-Неот письмо, в котором интересовался, окажут ли ему «хороший приём». Голь в ответ опубликовал «Избранные дела, касающиеся ведьм и ведовства» (англ. Select Cases of Conscience touching Witches and Witchcrafts, Лондон, 1646), адресованные полковнику Валентину Уолтону из палаты общин, а также начал серию воскресных проповедей, осуждавших охоту на ведьм. В Норфолке суд присяжных допросил Хопкинса и Стерна о пытках и оплате, взимаемой ими с городов. Судей интересовало, не делают ли подобные методы расследования самих охотников виновными в колдовстве и не использовал ли Хопкинс «запрещённых способов и пыток». Ко времени, когда началась очередная сессия суда (в 1647), оба охотника на ведьм покинули Норфолк: Хопкинс уехал в Маннингтри, а Стерн в Бери-Сент-Эдмундс.

### Влияние на колонии
Хопкинс изложил свои методы в книге «Раскрытие ведьм» (англ. The Discovery of Witches), изданной в 1647 году. Позже подобные рекомендации появлялись и в других книгах по праву. В течение года, последовавшего после издания книги Хопкинса, в колониях Новой Англии начались следствия и казни по делам о колдовстве. Губернатор Джон Уинтроп отмечал в своих записках, что доказательства против первой из казнённых, Маргарет Джонс, были собраны с использованием приёмов Хопкинса. Казнь Джонс открыла период охоты на ведьм, продолжавшийся в Новой Англии с 1648 по 1663 год. По всей Новой Англии в колдовстве обвинили около 80 человек, из которых было казнено 15 женщин и двое мужчин. О некоторых методах Хопкинса вновь вспомнили во время суда над салемскими ведьмами, проходившего в 1692—1693 преимущественно в Сейлеме, штат Массачусетс. В результате судебного процесса было казнено 20 человек, ещё 150 оказались в тюрьме.

## Смерть и образ в культуре
Мэтью Хопкинс умер в своём доме в Маннингтри, Эссекс, 12 августа 1647 года, вероятно, от лёгочного туберкулёза. Похоронен через несколько часов после смерти на кладбище церкви Святой Марии в Мисли-Хит. Вокруг обстоятельств смерти Хопкинса возникла «красивая легенда» (по словам историка Джеймса Шарпа): якобы он подвергся собственному испытанию водой и был казнён по обвинению в колдовстве. На самом деле приходская метрическая книга подтверждает его погребение в Мисли.
Образ Хопкинса неоднократно использовался в искусстве: